# Горбатый-Шуйский, Михаил Иванович Лапа
Князь Михаил Иванович Горбатый-Шуйский по прозванию Лапа — воевода и боярин во времена правления Елены Васильевны Глинской при малолетнем Иване IV Васильевиче Грозном.
Из княжеского рода Горбатые-Шуйские. Старший сын князя Ивана Ивановича Горбатого-Шуйского известного по родословным. Внук родоначальника рода князя Ивана Васильевича по прозванию «Горбатый». Имел братьев, князей: бояр Бориса (ум. 1547 году) и Владимира (боярин 1550 год), а также окольничего Ивана Ивановичей.

## Биография
В 1544 году показан в боярах. В марте 1545 года воевода Сторожевого полка в Казанском походе по Волге. В марте 1546 года в Рязани по «крымским вестям» первый воевода войск левой руки.
По родословной росписи показан бездетным.

## Критика
В поколенной росписи поданной в 1682 году в Палату родословных дел указан с прозванием — «Лопата», хотя в Бархатной книге указан, как и в других источниках, с прозванием — «Лапа».